# 2015-ös Formula–1 kínai nagydíj
A kínai nagydíj volt a 2015-ös Formula–1 világbajnokság harmadik futama, amelyet 2015. április 10. és április 12. között rendeztek meg a kínai Shanghai International Circuiten, Sanghajban.

## Szabadedzések

### Első szabadedzés
A kínai nagydíj első szabadedzését április 10-én, pénteken délelőtt tartották.
| helyezés | versenyző        | csapat/motor         | elért idő | különbség | futott kör |
| -------- | ---------------- | -------------------- | --------- | --------- | ---------- |
| 1        | Lewis Hamilton   | Mercedes             | 1:39,033  | −         | 21         |
| 2        | Nico Rosberg     | Mercedes             | 1:39,574  | +0,541    | 21         |
| 3        | Sebastian Vettel | Ferrari              | 1:40,157  | +1,124    | 18         |
| 4        | Kimi Räikkönen   | Ferrari              | 1:40,661  | +1,628    | 27         |
| 5        | Felipe Nasr      | Sauber-Ferrari       | 1:41,012  | +1,979    | 18         |
| 6        | Daniel Ricciardo | Red Bull-Renault     | 1:41,029  | +1,996    | 21         |
| 7        | Danyiil Kvjat    | Red Bull-Renault     | 1:41,097  | +2,064    | 24         |
| 8        | Carlos Sainz Jr. | Toro Rosso-Renault   | 1:41,112  | +2,079    | 23         |
| 9        | Valtteri Bottas  | Williams-Mercedes    | 1:41,303  | +2,270    | 23         |
| 10       | Felipe Massa     | Williams-Mercedes    | 1:41,304  | +2,271    | 17         |
| 11       | Pastor Maldonado | Lotus-Mercedes       | 1:41,335  | +2,302    | 23         |
| 12       | Max Verstappen   | Toro Rosso-Renault   | 1:41,575  | +2,542    | 28         |
| 13       | Jenson Button    | McLaren-Honda        | 1:41,845  | +2,812    | 19         |
| 14       | Marcus Ericsson  | Sauber-Ferrari       | 1:41,918  | +2,885    | 24         |
| 15       | Jolyon Palmer    | Lotus-Mercedes       | 1:41,967  | +2,934    | 25         |
| 16       | Sergio Pérez     | Force India-Mercedes | 1:42,141  | +3,108    | 22         |
| 17       | Fernando Alonso  | McLaren-Honda        | 1:42,161  | +3,128    | 20         |
| 18       | Nico Hülkenberg  | Force India-Mercedes | 1:42,184  | +3,151    | 19         |
| 19       | Will Stevens     | Manor-Ferrari        | 1:45,379  | +6,346    | 18         |
| 20       | Roberto Merhi    | Manor-Ferrari        | 1:46,443  | +7,410    | 20         |

### Második szabadedzés
A kínai nagydíj második szabadedzését április 10-én, pénteken délután tartották.
| helyezés | versenyző        | csapat/motor         | elért idő | különbség | futott kör |
| -------- | ---------------- | -------------------- | --------- | --------- | ---------- |
| 1        | Lewis Hamilton   | Mercedes             | 1:37,219  | −         | 32         |
| 2        | Kimi Räikkönen   | Ferrari              | 1:37,662  | +0,443    | 35         |
| 3        | Daniel Ricciardo | Red Bull-Renault     | 1:38,311  | +1,092    | 24         |
| 4        | Sebastian Vettel | Ferrari              | 1:38,339  | +1,120    | 30         |
| 5        | Nico Rosberg     | Mercedes             | 1:38,399  | +1,180    | 35         |
| 6        | Danyiil Kvjat    | Red Bull-Renault     | 1:38,737  | +1,518    | 10         |
| 7        | Valtteri Bottas  | Williams-Mercedes    | 1:38,850  | +1,631    | 27         |
| 8        | Felipe Nasr      | Sauber-Ferrari       | 1:39,032  | +1,813    | 26         |
| 9        | Romain Grosjean  | Lotus-Mercedes       | 1:39,142  | +1,923    | 32         |
| 10       | Jenson Button    | McLaren-Honda        | 1:39,275  | +2,056    | 29         |
| 11       | Pastor Maldonado | Lotus-Mercedes       | 1:39,444  | +2,225    | 30         |
| 12       | Fernando Alonso  | McLaren-Honda        | 1:39,743  | +2,524    | 27         |
| 13       | Marcus Ericsson  | Sauber-Ferrari       | 1:39,751  | +2,532    | 33         |
| 14       | Max Verstappen   | Toro Rosso-Renault   | 1:39,894  | +2,675    | 32         |
| 15       | Carlos Sainz Jr. | Toro Rosso-Renault   | 1:39,971  | +2,752    | 28         |
| 16       | Nico Hülkenberg  | Force India-Mercedes | 1:40,151  | +2,932    | 28         |
| 17       | Felipe Massa     | Williams-Mercedes    | 1:40,423  | +3,204    | 7          |
| 18       | Sergio Pérez     | Force India-Mercedes | 1:40,868  | +3,649    | 24         |
| 19       | Roberto Merhi    | Manor-Ferrari        | 1:42,973  | +5,754    | 27         |
| 20       | Will Stevens     | Manor-Ferrari        | 1:44,564  | +7,345    | 8          |

### Harmadik szabadedzés
A kínai nagydíj harmadik szabadedzését április 11-én, szombaton délelőtt tartották.
| helyezés | versenyző        | csapat/motor         | elért idő  | különbség | futott kör |
| -------- | ---------------- | -------------------- | ---------- | --------- | ---------- |
| 1        | Lewis Hamilton   | Mercedes             | 1:37,615   | −         | 14         |
| 2        | Nico Rosberg     | Mercedes             | 1:37,841   | +0,226    | 16         |
| 3        | Sebastian Vettel | Ferrari              | 1:38,313   | +0,698    | 17         |
| 4        | Kimi Räikkönen   | Ferrari              | 1:38,512   | +0,897    | 16         |
| 5        | Daniel Ricciardo | Red Bull-Renault     | 1:39,020   | +1,405    | 8          |
| 6        | Danyiil Kvjat    | Red Bull-Renault     | 1:39,106   | +1,491    | 14         |
| 7        | Carlos Sainz Jr. | Toro Rosso-Renault   | 1:39,113   | +1,498    | 17         |
| 8        | Valtteri Bottas  | Williams-Mercedes    | 1:39,243   | +1,628    | 15         |
| 9        | Max Verstappen   | Toro Rosso-Renault   | 1:39,274   | +1,659    | 19         |
| 10       | Romain Grosjean  | Lotus-Mercedes       | 1:39,405   | +1,790    | 14         |
| 11       | Felipe Massa     | Williams-Mercedes    | 1:39,410   | +1,795    | 17         |
| 12       | Nico Hülkenberg  | Force India-Mercedes | 1:39,513   | +1,898    | 14         |
| 13       | Marcus Ericsson  | Sauber-Ferrari       | 1:39,559   | +1,944    | 18         |
| 14       | Felipe Nasr      | Sauber-Ferrari       | 1:39,591   | +1,976    | 19         |
| 15       | Jenson Button    | McLaren-Honda        | 1:39,694   | +2,079    | 16         |
| 16       | Pastor Maldonado | Lotus-Mercedes       | 1:39,766   | +2,151    | 16         |
| 17       | Sergio Pérez     | Force India-Mercedes | 1:39,781   | +2,166    | 17         |
| 18       | Will Stevens     | Manor-Ferrari        | 1:42,928   | +5,313    | 15         |
| 19       | Roberto Merhi    | Manor-Ferrari        | 1:44,956   | +7,341    | 9          |
| 20       | Fernando Alonso  | McLaren-Honda        | idő nélkül | –         | 1          |

## Időmérő edzés
A kínai nagydíj időmérő edzését április 11-én, szombaton futották.
| helyezés              | rajtszám | versenyző        | csapat/motor         | 1. rész  | 2. rész  | 3. rész  | rajthely | futott kör |
| --------------------- | -------- | ---------------- | -------------------- | -------- | -------- | -------- | -------- | ---------- |
| 1                     | 44       | Lewis Hamilton   | Mercedes             | 1:38,285 | 1:36,423 | 1:35,782 | 1        | 12         |
| 2                     | 6        | Nico Rosberg     | Mercedes             | 1:38,496 | 1:36,747 | 1:35,824 | 2        | 12         |
| 3                     | 5        | Sebastian Vettel | Ferrari              | 1:37,502 | 1:36,957 | 1:36,687 | 3        | 17         |
| 4                     | 19       | Felipe Massa     | Williams-Mercedes    | 1:38,433 | 1:37,357 | 1:36,954 | 4        | 15         |
| 5                     | 77       | Valtteri Bottas  | Williams-Mercedes    | 1:38,014 | 1:37,763 | 1:37,143 | 5        | 15         |
| 6                     | 7        | Kimi Räikkönen   | Ferrari              | 1:37,790 | 1:37,109 | 1:37,232 | 6        | 17         |
| 7                     | 3        | Daniel Ricciardo | Red Bull-Renault     | 1:38,534 | 1:37,939 | 1:37,540 | 7        | 18         |
| 8                     | 8        | Romain Grosjean  | Lotus-Mercedes       | 1:38,209 | 1:38,063 | 1:37,905 | 8        | 20         |
| 9                     | 12       | Felipe Nasr      | Sauber-Ferrari       | 1:38,521 | 1:38,017 | 1:38,067 | 9        | 16         |
| 10                    | 9        | Marcus Ericsson  | Sauber-Ferrari       | 1:38,941 | 1:38,127 | 1:38,158 | 10       | 15         |
| 11                    | 13       | Pastor Maldonado | Lotus-Mercedes       | 1:38,563 | 1:38,134 |          | 11       | 13         |
| 12                    | 26       | Danyiil Kvjat    | Red Bull-Renault     | 1:39,051 | 1:38,209 |          | 12       | 13         |
| 13                    | 33       | Max Verstappen   | Toro Rosso-Renault   | 1:38,387 | 1:38,393 |          | 13       | 14         |
| 14                    | 55       | Carlos Sainz Jr. | Toro Rosso-Renault   | 1:38,622 | 1:38,538 |          | 14       | 14         |
| 15                    | 11       | Sergio Pérez     | Force India-Mercedes | 1:38,903 | 1:39,290 |          | 15       | 10         |
| 16                    | 27       | Nico Hülkenberg  | Force India-Mercedes | 1:39,216 |          |          | 16       | 6          |
| 17                    | 22       | Jenson Button    | McLaren-Honda        | 1:39,276 |          |          | 17       | 6          |
| 18                    | 14       | Fernando Alonso  | McLaren-Honda        | 1:39,280 |          |          | 18       | 8          |
| 19                    | 28       | Will Stevens     | Manor-Ferrari        | 1:42,091 |          |          | 19       | 6          |
| 20                    | 98       | Roberto Merhi    | Manor-Ferrari        | 1:42,842 |          |          | 20       | 8          |
| 107%-os idő: 1:44,327 |          |                  |                      |          |          |          |          |            |

## Futam
A kínai nagydíj futama április 12-én, vasárnap rajtolt. A futam a biztonsági autó mögött ért véget.
| helyezés | rajtszám | versenyző        | csapat/motor         | futott kör | idő/kiesés oka | rajthely | pont |
| -------- | -------- | ---------------- | -------------------- | ---------- | -------------- | -------- | ---- |
| 1        | 44       | Lewis Hamilton   | Mercedes             | 56         | 1:39:42,008    | 1        | 25   |
| 2        | 6        | Nico Rosberg     | Mercedes             | 56         | +0,741         | 2        | 18   |
| 3        | 5        | Sebastian Vettel | Ferrari              | 56         | +2,988         | 3        | 15   |
| 4        | 7        | Kimi Räikkönen   | Ferrari              | 56         | +3,835         | 6        | 12   |
| 5        | 19       | Felipe Massa     | Williams-Mercedes    | 56         | +8,544         | 4        | 10   |
| 6        | 77       | Valtteri Bottas  | Williams-Mercedes    | 56         | +9,885         | 5        | 8    |
| 7        | 8        | Romain Grosjean  | Lotus-Mercedes       | 56         | +19,008        | 8        | 6    |
| 8        | 12       | Felipe Nasr      | Sauber-Ferrari       | 56         | +22,625        | 9        | 4    |
| 9        | 3        | Daniel Ricciardo | Red Bull-Renault     | 56         | +32,117        | 7        | 2    |
| 10       | 9        | Marcus Ericsson  | Sauber-Ferrari       | 55         | +1 kör         | 10       | 1    |
| 11       | 11       | Sergio Pérez     | Force India-Mercedes | 55         | +1 kör         | 15       |      |
| 12       | 14       | Fernando Alonso  | McLaren-Honda        | 55         | +1 kör         | 18       |      |
| 13       | 55       | Carlos Sainz Jr. | Toro Rosso-Renault   | 55         | +1 kör         | 14       |      |
| 14[1]    | 22       | Jenson Button    | McLaren-Honda        | 55         | +1 kör         | 17       |      |
| 15       | 28       | Will Stevens     | Manor-Ferrari        | 54         | +2 kör         | 19       |      |
| 16[2]    | 98       | Roberto Merhi    | Manor-Ferrari        | 54         | +2 kör         | 20       |      |
| 17[3]    | 33       | Max Verstappen   | Toro Rosso-Renault   | 52         | erőforrás      | 13       |      |
| ki       | 13       | Pastor Maldonado | Lotus-Mercedes       | 49         | fékek          | 11       |      |
| ki       | 26       | Danyiil Kvjat    | Red Bull-Renault     | 15         | erőforrás      | 12       |      |
| ki       | 27       | Nico Hülkenberg  | Force India-Mercedes | 9          | sbességváltó   | 16       |      |

Megjegyzés:
- ↑ 1:  — Jenson Button a 13. helyen ért célba, de utólag 5 másodperces időbüntetést kapott a Pastor Maldonadóval történt ütközésért, és ezzel visszacsúszott a 14. helyre.[3]
- ↑ 2:  — Roberto Merhi utólag 5 másodperces büntetést kapott, mert a biztonsági autós szakasz alatt az előírtnál kisebb sebességgel haladt.[4]
- ↑ 3:  — Max Verstappen nem fejezte be a futamot, de helyezését értékelték, mivel teljesítette a versenytáv több mint 90%-át.

## A világbajnokság állása a verseny után
| H   | Versenyzők       | Pont | H   | Konstruktőrök        | Pont |
| --- | ---------------- | ---- | --- | -------------------- | ---- |
| 1.  | Lewis Hamilton   | 68   | 1.  | Mercedes             | 119  |
| 2.  | Sebastian Vettel | 55   | 2.  | Ferrari              | 79   |
| 3.  | Nico Rosberg     | 51   | 3.  | Williams-Mercedes    | 48   |
| 4.  | Felipe Massa     | 30   | 4.  | Sauber-Ferrari       | 19   |
| 5.  | Kimi Räikkönen   | 24   | 5.  | Red Bull-Renault     | 13   |
| 6.  | Valtteri Bottas  | 18   | 6.  | Toro Rosso-Renault   | 12   |
| 7.  | Felipe Nasr      | 14   | 7.  | Force India-Mercedes | 7    |
| 8.  | Daniel Ricciardo | 11   | 8.  | Lotus-Mercedes       | 6    |
| 9.  | Romain Grosjean  | 6    | 9.  | McLaren-Honda        | 0    |
| 10. | Nico Hülkenberg  | 6    | 10. | Manor-Ferrari        | 0    |

(A teljes táblázat)

## Statisztikák
- Vezető helyen:
  - Lewis Hamilton: 53 kör (1-13), (16-33) és (35-56)
  - Nico Rosberg: 2 kör (14-15)
  - Kimi Räikkönen: 1 kör (34)
- Lewis Hamilton 35. győzelme, 41. pole-pozíciója és 22. leggyorsabb köre.
- A Mercedes 31. győzelme.
- Lewis Hamilton 73., Nico Rosberg 29., Sebastian Vettel 69. dobogós helyezése.